# Nombre pseudoprimer
Els nombres pseudoprimers són els que no essent primers, verifiquen el test de primalitat de base b:
Siguin {\displaystyle a} un nombre enter i {\displaystyle p} un altre nombre enter no primer. El nombre {\displaystyle p} és pseudoprimer respecte a la base {\displaystyle a} si {\displaystyle a^{p-1}\equiv 1{\pmod {p}}}.
Els nombres pseudoprimers respecte qualsevol base són els nombres de Carmichael.

## Pseudoprimers de Fermat
El petit teorema de Fermat estableix que si {\displaystyle p} és primer i {\displaystyle a} és coprimer amb {\displaystyle p}, llavors {\displaystyle a^{p-1}-1} és divisible per {\displaystyle p}. Per a un nombre enter {\displaystyle a>1}, si un nombre enter compost {\displaystyle x} divideix {\displaystyle a^{x-1}-1}, llavors {\displaystyle x} s'anomena pseudoprimer de Fermat en base {\displaystyle a}. D'això es desprèn que si {\displaystyle x} és un pseudoprimer de Fermat en base {\displaystyle a}, llavors {\displaystyle x} és coprimer de {\displaystyle a}. Algunes fonts utilitzen variacions d'aquesta definició, per exemple per fer que només els nombres imparells puguin ser pseudoprimers.
Quan un enter {\displaystyle x} és pseudoprimer de Fermat a tots els valors de {\displaystyle a} que són primers entre si per {\displaystyle x}, s'anomena nombre de Carmichael.
És suficient que la base {\displaystyle a} satisfaci {\displaystyle 2\leq a\leq p-2} perquè cada nombre senar {\displaystyle p} satisfà {\displaystyle a^{p-1}\equiv 1{\pmod {p}}} per {\displaystyle a=p-1}.
Si {\displaystyle p} és un pseudoprimer de Fermat en base {\displaystyle a} llavors {\displaystyle p} també és un pseudoprimer de Fermat en base {\displaystyle b\cdot p+a} per tot enter {\displaystyle b\geq 0}.
Un nombre pseudoprimer de Fermat sempre ho és per un nombre parell de bases, atès que cada base té una cobase vàlida tal que {\displaystyle a^{*}=p-a}.
La majoria de nombres pseudoprimers, com els pseudoprimers d'Euler, de Fibonacci o de Lucas, també són pseudoprimers de Fermat.

### Exemples
{\displaystyle 2^{12}\equiv 1\quad {\text{(mod 13)}}}
En aquest cas es verifica l'equació, ja que 13 és un nombre primer.
{\displaystyle 2^{2046}\equiv 1\quad {\text{(mod 2047)}}}
Aquí es verifica l'equació per 2047 = 23×89. Llavors n es un nombre pseudoprimer en base 2.

## Altres definicions de nombres pseudoprimers

### Pseudoprimer de Catalan
Un pseudoprimer de Catalan és un nombre compost imparell n que satisfà la congruència
{\displaystyle (-1)^{\frac {n-1}{2}}\cdot C_{\frac {n-1}{2}}\equiv 2{\pmod {n}},}
on {\displaystyle C_{m}} denota el nombre de Catalan d'índex m.
En general, si {\displaystyle p} és un primer de Wieferich, llavors {\displaystyle p^{2}} és un pseudoprimer de Catalan.

### Pseudoprimer d'Euler
Un pseudoprimer d'Euler és un nombre compost imparell n que per una base natural a, satisfà:
{\displaystyle a^{\frac {n-1}{2}}\equiv m{\pmod {n}},}
on m és 1 o bé -1.
Tot pseudoprimer d'Euler és també un pseudoprimer de Fermat. A més, un pseudoprimer d'Euler també s'anomena pseudoprimer d'Euler-Jacobi quan m correspon al símbol de Jacobi {\displaystyle a/n}.
Un pseudoprimer absolut d'Euler és aquell que compleix l'equació per a tota base a coprimer de n, i per tant, també és per definició un nombre de Carmichael.

### Pseudoprimer de Lucas
Quan P i Q són enters tals que {\displaystyle D=P^{2}-4Q\neq 0}, es definex la seqüència de Lucas
{\displaystyle U_{k}={\frac {a^{k}-b^{k}}{a-b}}}
per {\displaystyle k\geq 0} essent a i b les dues arrels del polinomi {\displaystyle x^{2}-Px+Q=0}.
Baillie i Wagstaff defineixen un pseudoprimer de Lucas com un nombre compost imparell tal que el símbol de Jacobi {\displaystyle D/n} és -1 i {\displaystyle n|(L_{n}-1)}, on {\displaystyle L_{n}} són els nombres de Lucas. Definim:
{\displaystyle \delta (n)=n-\left({\tfrac {D}{n}}\right).}
Si n i Q són coprimers, llavors es compleix la següent congruència:
{\displaystyle U_{\delta (n)}\equiv 0{\pmod {n}}.}
En altres paraules, donats uns valors (P, Q), un nombre n compost és un pseudoprimer de Lucas si l'equació anterior es compleix.
Quan P = 1 i Q = -1, {\displaystyle U_{n}(P,Q)} correspon als nombres de Fibonacci, per tant a aquest subgrup de nombres se'ls anomena pseudoprimers de Fibonacci.
De manera similar, per valors P = 2 i Q = −1 s'obtenen els nombres de Pell i, per tant, a aquest subgrup se'ls anomena pseudoprimers de Pell.

### Altres
Existeixen altres subgrups de pseudoprimers, relacionats amb els ja esmentats:
- Pseudoprimer el·líptic
- Pseudoprimer de Frobenius
- Pseudoprimer de Dickson
- Pseudoprimer de Perrin
- Pseudoprimer de Somer–Lucas
- Pseudoprimer fort i extra-fort